# Mistrzostwa Panamerykańskie w Judo 1976
10. Mistrzostwa panamerykańskie w judo odbywały się w dniach 23-25 kwietnia 1976 roku w Maracaibo. W tabeli medalowej tryumfowali judocy z Brazylii.

## Klasyfikacja medalowa
Gospodarz zawodów został zaznaczony kolorem.
| Miejsce | Państwo           |   |   |   | Razem |
| ------- | ----------------- | - | - | - | ----- |
| 1       | Brazylia          | 3 | 1 | 4 | 8     |
| 2       | Stany Zjednoczone | 2 | 4 | 0 | 6     |
| 3       | Meksyk            | 1 | 0 | 3 | 4     |
| 4       | Ekwador           | 0 | 1 | 0 | 1     |
| 5       | Wenezuela         | 0 | 0 | 2 | 2     |
| Razem   | Razem             | 6 | 6 | 9 | 21    |

## Medaliści

### Mężczyźni
| Konkurencja: | Złoto:               | Srebro:           | Brąz:                                     |
| −63 kg       | Gerardo Padilla      | Enrique del Valle | Mauro Junqueira Anelson Vieira            |
| −70 kg       | Roberto Machusso     | Randy Sumida      | Andrés Puentes Raúl Foullon               |
| −80 kg       | Clyde Worthen        | Carlos Motta      | Sergio Uribe Walter Huber                 |
| −95 kg       | Carlos Pacheco       | Leo White         | ----                                      |
| ponad 95 kg  | Oswaldo Hatiro Ogawa | John Saylor       | Miguel Ángel Rosell                       |
| Open         | Leo White            | John Saylor       | Carlos Eduardo Motta Oswaldo Hatiro Ogawa |